# Bentley T-series
De Bentley T-series was een automodel van het Britse luxemerk Bentley dat van 1965 tot 1980 geproduceerd werd in twee generaties. De T-series was een gerebadgede versie van de Rolls-Royce Silver Shadow.
Het voorheen meer sportieve imago dat Bentley-auto's onderscheidde van Rolls-Royces was al lang verleden tijd toen de Bentley T-series geïntroduceerd werd. Afgezien van het typische afgeronde Bentley-radiatorrooster waren de auto's niet te onderscheiden van de Silver Shadow.

## T1 (1965-1977)
In tegenstelling tot zijn voorgangers uit de S-series had de T1 een zelfdragende carrosserie van staal en aluminium met subframes om de motor en de ophanging aan te bevestigen. Hoewel de auto kleiner was dan zijn voorganger bood hij meer passagiers- en bagageruimte.
De Bentley T1 was verkrijgbaar als vierdeurs sedan en als vierdeurs sedan met verlengde wielbasis. Er werd een klein aantal tweedeurs sedans gebouwd door James Young en Mulliner Park Ward. In september 1967 introduceerde Mulliner Park Ward een tweedeurs drophead coupé. Pininfarina zorgde in 1968 met de Bentley T1 Coupé Speciale voor een unieke eenmalige coupé.
De auto's waren voorzien van onafhankelijke vering op alle vier de wielen met automatische hoogteregeling afhankelijk van de belading. Andere belangrijke verbeteringen waren onder meer schijfremmen op alle wielen, een nieuwe en lichtere stuurbekrachtiging, een verbeterde automatische transmissie, achtvouding elektrisch verstelbare voorzetels en een grotere brandstoftank.
De 6,2 liter V8-motor van Rolls-Royce kreeg een opnieuw ontworpen cilinderkop die een topsnelheid van 190 km/u mogelijk maakte. Vanaf 1971 werd de 6,7 liter-variant van de V8-motor gemonteerd.

## T2 (1977-1980)
In 1977 werd de T2 geïntroduceerd, de tweede generatie T-series met tandheugelbesturing, verbeterde airconditioning, bumpers met rubberen bekleding, een nieuw dashboard en een voorspoiler. Modellen van eind 1979 en 1980 voor de VS en andere markten kregen brandstofinjectie, naar analogie met de Rolls-Royce Silver Shadow II.

## Productieaantallen
- Bentley T1:
  - 4-deurs sedan (1965-1977): 1703
  - 4-deurs sedan met verlengde wielbasis (1971-1976): 9
  - 2-deurs sedan (1966-1971): 114[4]
  - 2-deurs coupé van Pininfarina (1968): 1
  - 2-deurs cabriolet (1967-1971): 41
- Bentley T2:
  - 4-deurs sedan (1977-1980): 558
  - 4-deurs sedan met verlengde wielbasis (1977-1980): 10

## Fotogalerij

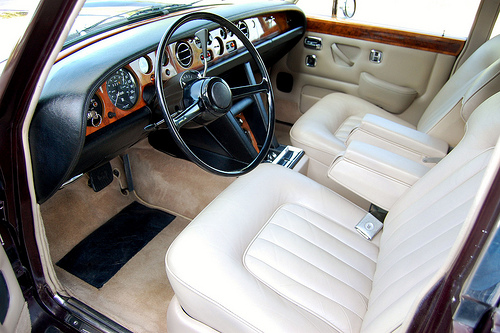
Bentley T1, interieur
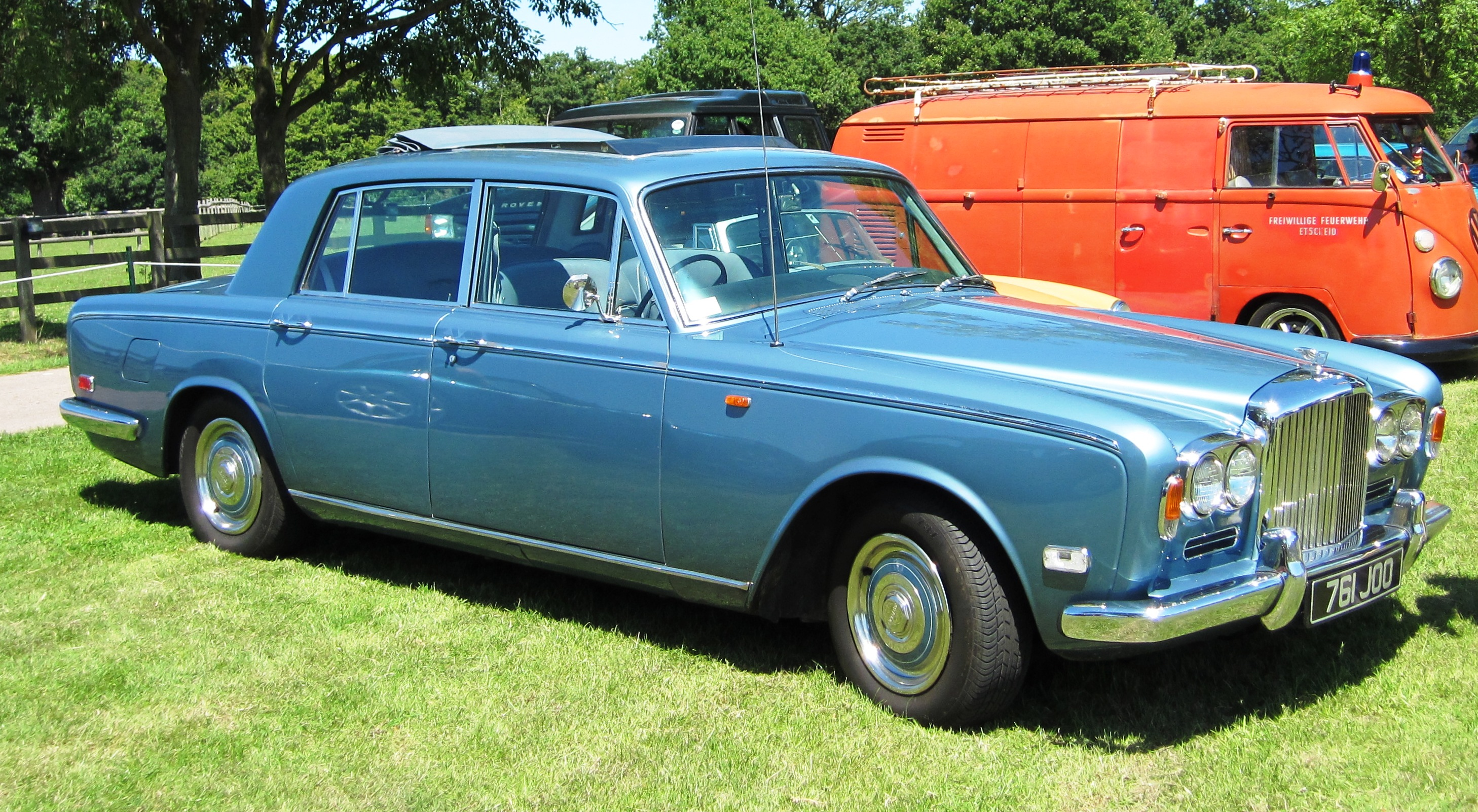
Bentley T1 4-deurs sedan (1970)
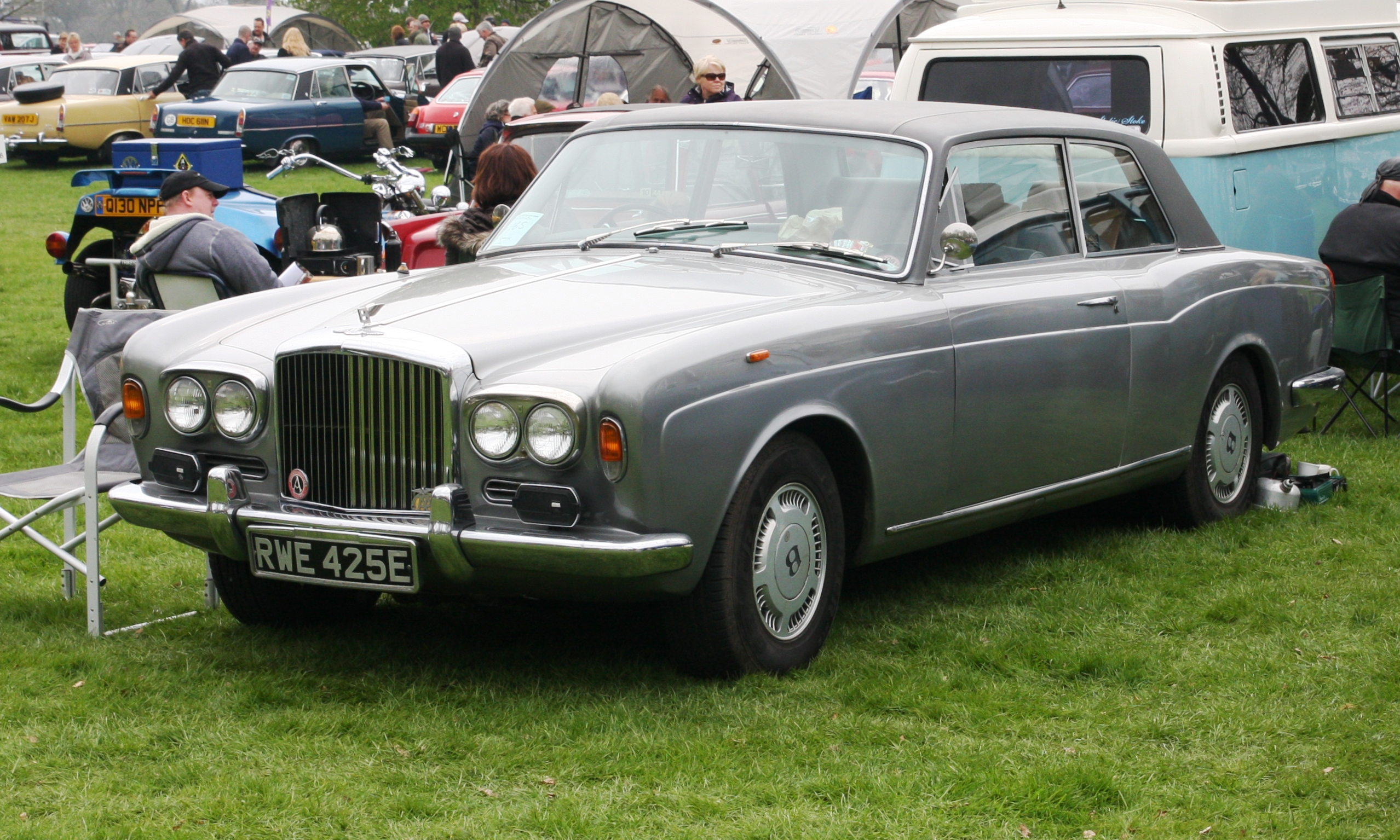
Bentley T1 2-deurs sedan (1967) van Mulliner Park Ward
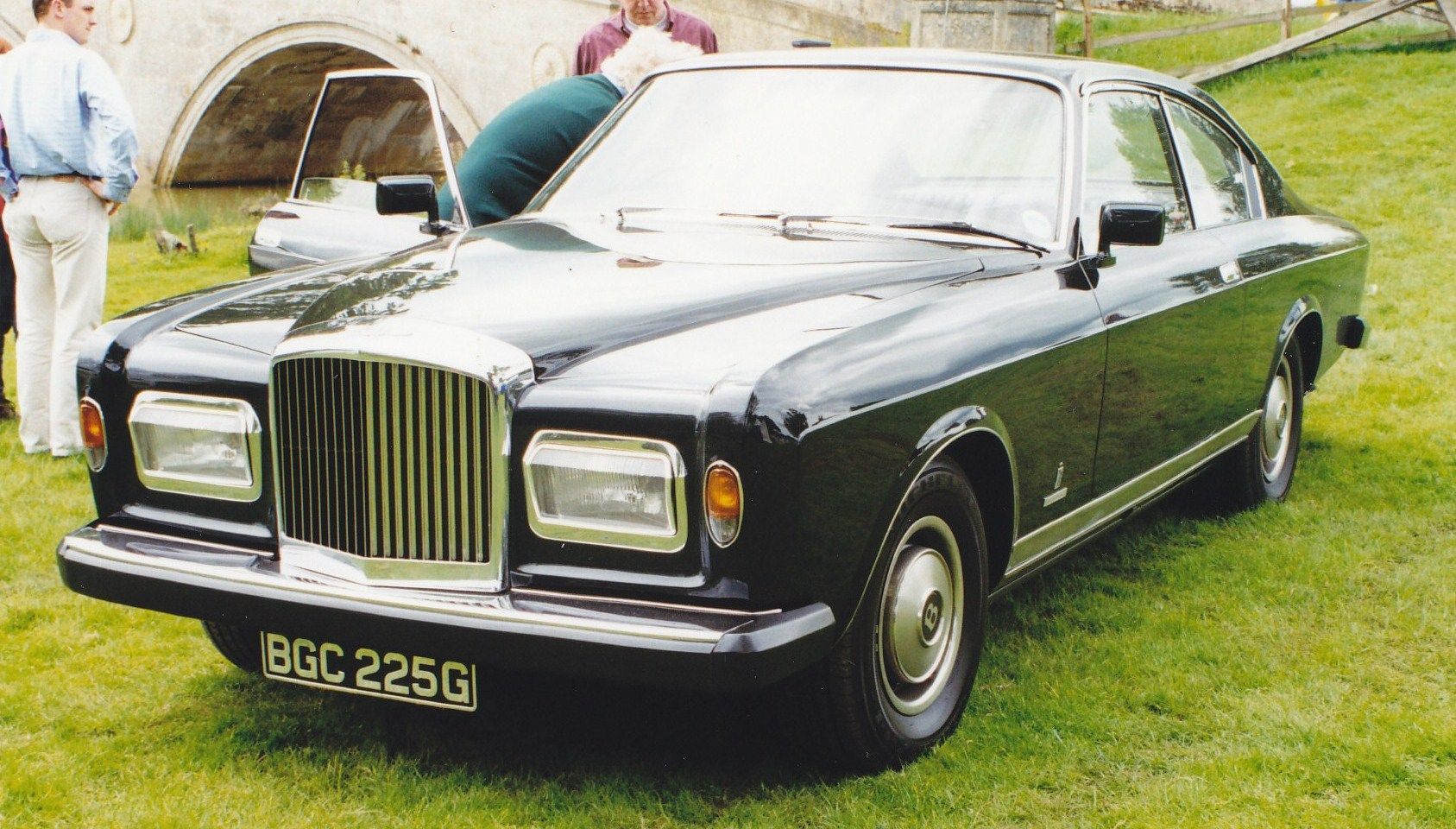
De unieke Bentley T1 coupé van Pininfarina
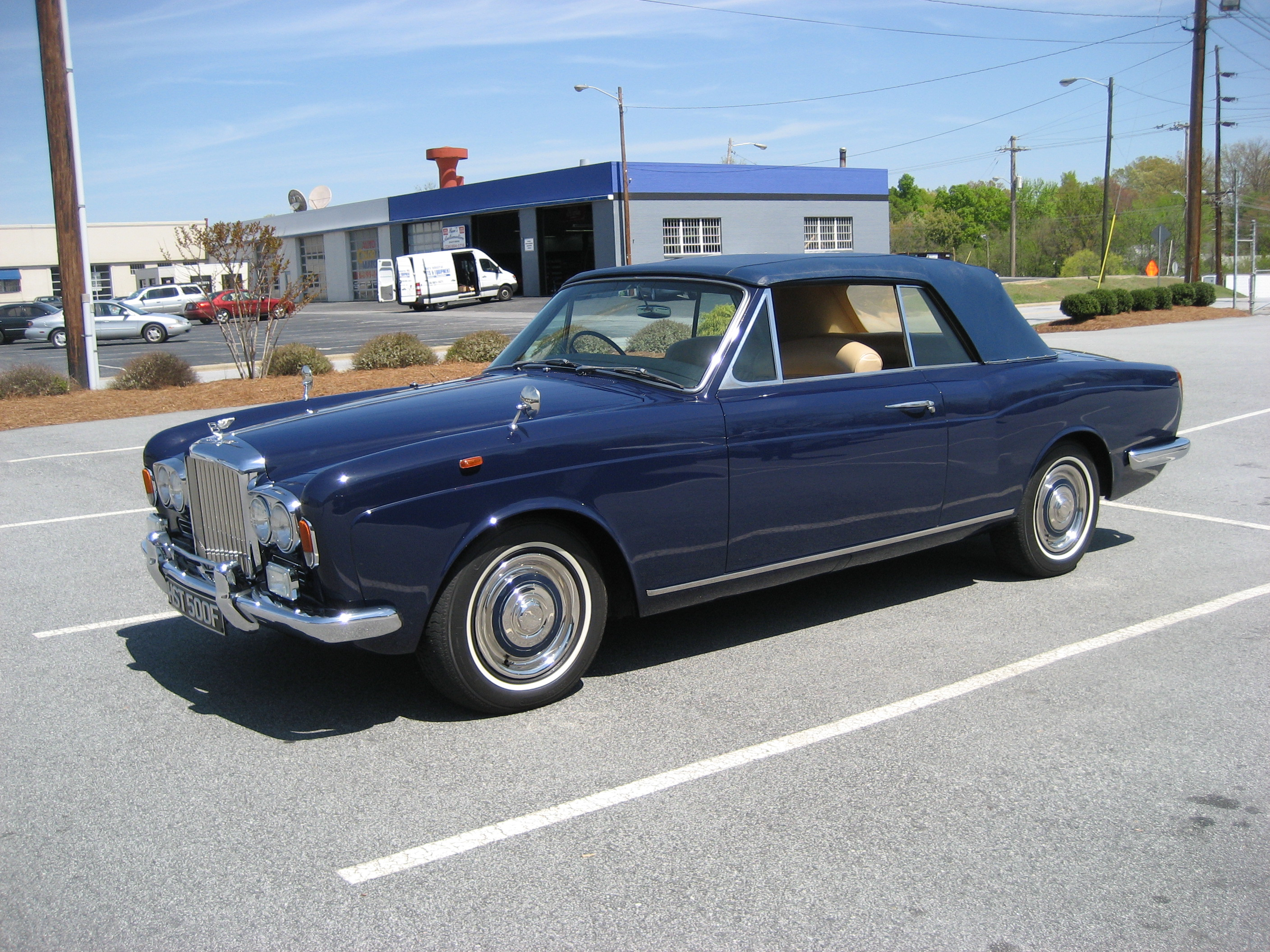
Bentley T1 cabriolet (1968)
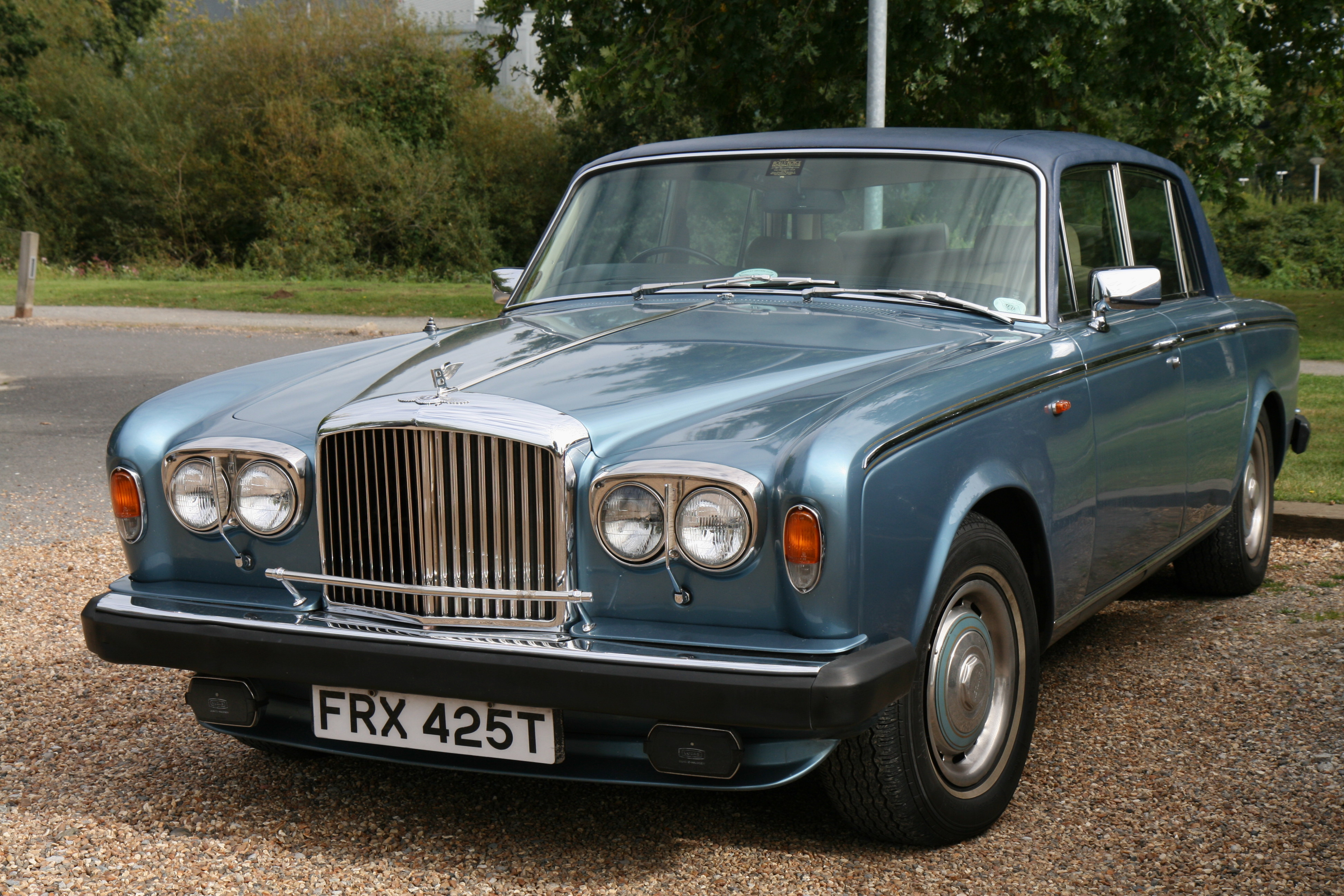
Bentley T2 4-deurs sedan (1979)